# Lorne, Victoria
Lorne är en ort i Australien. Den ligger i kommunen Surf Coast och delstaten Victoria, omkring 120 kilometer sydväst om delstatshuvudstaden Melbourne. Antalet invånare är 960.
Trakten är glest befolkad. Lorne är det största samhället i trakten. Genomsnittlig årsnederbörd är 930 millimeter. Den regnigaste månaden är juni, med i genomsnitt 129 mm nederbörd, och den torraste är januari, med 35 mm nederbörd.